# World Union for Progressive Judaism
La World Union for Progressive Judaism (en français : l'Union mondiale pour un judaïsme progressiste) est une organisation juive internationale qui regroupe les mouvements et organisations du judaïsme réformé (connu aussi comme « libéral » ou « progressiste ») et du judaïsme reconstructionniste.

## Histoire
L'organisation est fondée à Londres en 1926. Son siège social déménage à New York en 1959 puis à Jérusalem en 1973.

### Organisations membres
Aux États-Unis, l'Union pour le judaïsme réformé est fondé en 1873.
En France, les associations membres sont le Judaïsme en mouvement (2019), union de l’Union libérale israélite de France (1907) et du Mouvement juif libéral de France (1977). La Communauté juive libérale d'Île-de-France est fondée en 1995.
En Israël, le Mouvement israélien pour le judaïsme progressiste dépose ses statuts en 1971 et adhère à l'organisation. 
Au Royaume-Uni, Progressive Judaism (2023), union de Reform Judaism  (1942) et de Liberal Judaism  1902.